# 紫花碎米荠
紫花碎米荠（学名：Cardamine purpurascens）也称紫花弯蕊芥，为十字花科碎米荠属的植物，为中国的特有植物。分布于中国大陆的河北、青海、陕西、云南、山西、西藏、甘肃、四川等地，生长于海拔2,100米至4,400米的地区，多生长在高山山沟草地及林下阴湿处。
其种加词“purpurascens”意为“有点紫色的”。

## 别名
石芥菜（四川）